# 莫洛多河
莫洛多河是俄羅斯的河流，屬於勒拿河的左支流，由薩哈共和國負責管轄，河道全長556公里，流域面積約26,900平方公里，河水主要來自融雪和雨水。